# Rebirth (Jennifer Lopez-album)
A Rebirth, Jennifer Lopez negyedik nagylemeze, amelyre három évet kellett várni a rajongóknak, 2005. március 1-jén megjelenjen.
A sikeres debütálás ellenére (#2 Amerikában, #1 Svájcban) a lemez nem lett túl sikeres, azonban elérte a platinalemez besorolást az USA-ban. Első kislemeze a Get Right Európában tarolt: szinte minden országban a Top 10-ben landolt, Angliában az első helyet is elérte. Ez lett ezzel ott a második első helyezést elért dala. Amerikában ezzel szemben csak a 12. helyig jutott. Az album második kislemeze, a Hold You Down még ennél is rosszabbul szerepelt a listákon: Amerikában csak a 64. helyig jutott. Nagyobb sikert aratott azonban Ausztráliában, ahol 17. lett, és Angliában, ahol 6. Az albumból összesen 3,3 milliót értékesítettek, Amerikában ebből 1,1 millió fogyott el.
A (Can't Believe) This Is Me című dal spanyol változata Por qué te marchas címmel 2007-ben felkerült az énekesnő Como ama una mujer című albumára is.

## Az album dalai
| #   | Cím                               | Szerző(k)                                                                                                  | Producer(s)                                               | Hossz |
| --- | --------------------------------- | --- | --------------------------------------------------------- | ----- |
| 1.  | Get Right                         | Rich Harrison, James Brown                                                                                 | Rich Harrison                                             | 3:45  |
| 2.  | Step Into My World                | Rodney Jerkins, Fred Jerkins III, O. Thomas, Hector Diaz                                                   | Rodney Jerkins, Fred "Uncle Freddie" Jerkins, Hector Diaz | 4:05  |
| 3.  | Hold You Down (featuring Fat Joe) | Larry Troutman, Cory Rooney, Joe Cartagena, Gregory Christopher, Gregory Bruno, Billy Beck, Makeba Riddick | Cory Rooney, Gregory Bruno, Nyce Boy                      | 4:32  |
| 4.  | Whatever You Wanna Do             | Harrison, Harvey Fuqua, Delma Anthony Churchill, Kenneth L. Hawkins                                        | Cory Rooney, Rich Harrison                                | 3:49  |
| 5.  | Cherry Pie                        | Bob Robinson, Rooney, Jennifer Lopez, Tim Kelley                                                           | Tim & Bob                                                 | 4:06  |
| 6.  | I Got U                           | Jerkins, LaShawn Daniels, F. Jerkins III, Delisha Thomas, Aaron Pearce                                     | Rodney Jerkins                                            | 3:57  |
| 7.  | Still Around                      | Rooney, Antwan Patton, Archie Hall                                                                         | Big Boi, Cutmaster Swiff                                  | 3:22  |
| 8.  | Ryde or Die                       | Robert "Big Bert" Smith, Brandy Norwood, Blake English                                                     | Robert Anthony                                            | 4:03  |
| 9.  | I, Love                           | Kelley, Robinson, Rooney                                                                                   | Tim & Bob                                                 | 3:42  |
| 10. | He'll Be Back                     | Timbaland, Chris Nelson, Walter Millsap III                                                                | Timbaland                                                 | 4:18  |
| 11. | (Can't Believe) This Is Me        | Rooney, Lopez, Marc Anthony                                                                                | Marc Anthony                                              | 4:44  |
| 12. | Get Right (featuring Fabolous)    | |                                                           | 3:50  |